# Heinrich Schmitthenner
Heinrich Wilhelm Schmitthenner, född den 3 maj 1887 i Neckarbischofsheim, död den 19 februari 1957 i Marburg, var en tysk geograf. Han var son till prästen och författaren Adolf Schmitthenner.
Schmitthenner blev 1923 professor i Heidelberg, 1928 i Leipzig och 1946 i Marburg. Han invaldes 1939 som ledamot i Leopoldina och var från 1934 korresponderande ledamot av sachsiska vetenskapsakademien. Schmitthenner företog forskningsresor till Nordafrika, Öst- und Sydöstasien. Hans arbeten behandlar bland annat geomorfologi.